# Свиридовский (Тульская область)
Свиридовский (Свиридово, Фролово, Сверидово) — посёлок в Венёвском районе Тульской области России.
В рамках административно-территориального устройства входит в Озеренский сельский округ Венёвского района, в рамках организации местного самоуправления включается в Центральное сельское поселение.

## География
Находится на реке Веневке, в двух километрах от г. Венёв.
В настоящее время состоит из двух частей: «1-е Свиридово» и ниже по течению «2-е Свиридово» (бывшее Надеждинские выселки).

## Название
Вероятно, что посёлок получил название от рядом расположенного урочища и одноимённой Свиридовой горы, где по преданию были похоронены двенадцать богатырей. Версия названия села от выходцев с реки Свири не находит документальных подтверждений.

## История
Впервые упомянуто, как деревня в писцовых книгах 1571—1572 годов. В 1572 году село принадлежало лично царю Ивану Грозному, позднее перешло в собственность дворянского роды Темяшевы, ведущие свой род от татарского полководца Темеша, который в 1422 году совершил поход на Алексин и опустошил северную часть современной Тульской области. Позже он перешёл на службу московским князьям и ему были выделены земли от Свиридово до Тулубьево Венёвского уезда. Последним из Темяшевых селом владел Александр Алексеевич Темяшев (1784—1846), троюродный брат отца Л. Н. Толстого — Николая Ильича, они друг друга называли братьями. После него имением владели его сёстры.
В 1847 году в селе произошло крестьянское волнение, вызванное изданием приказа о праве крестьян выкупаться при продаже имения с торгов и крестьяне решили воспользоваться аукционом после смерти помещицы. В результате конфликта имение было продано, но крестьяне единодушно отказались признать барина своим господином и работать на него. Волнения прекратились после того, как было арестовано 7 человек, а организатора Зайцева жестоко избили палками, за вторичную попытку принести жалобу на произвол местных властей.

### Церковь Флора и Лавра
Церковь Флора и Лавра устроена в 1755 году на средства помещика Темяшева Алексея Ионовича, в стиле барокко. В 1826 году к церкви на средства помещика Темяшева Николая Алексеевича пристроен предел в честь Николая Чудотворца. К 1860 году церковь обветшала и ремонтировалась на средства помещицы Н. И. Феоктистовой. С 1872 года приход находился в ведении Введенской церкви г. Венёва. При церкви находилась церковно-приходская школа.
В советское время в 1930-х годах с колокольни сняты колокола. В полуразрушенном храме сохранились несколько фресок. В настоящее время храм восстанавливается.

### Усадьба Свиридово
За храмом Флора и Лавра расположилась усадьба с барским домом. Дом построен в середине XIX века на месте сосуществовавшего деревянного дома, был украшен колоннами и балконами, находился в старом липовом парке. Рядом располагалась псарня, на которой разводили знаменитые борзые собаки. В усадьбе разбит регулярный парк и сад с плодовыми деревьями, всего около 10 гектар. На въезде в усадьбу имелись красивых кирпичные ворота. С 1894 по 1903 года усадьба в Свиридова была одной из охотничьих «столиц» страны. Свиридовская почта не справлялась с потоком корреспонденции идущей на имя владельца усадьбы С. В. Озерова, на что жаловалась в Петербург.
После революции 1917 года, в особняке существовал (1918—1925) детский дом. В годы гражданской войны, в усадьбе организована больница, из служащих больницы организована садово-огородная трудовая артель, которая помогала больным продовольствием. Позднее в доме разместилась сельская школа. В года Великой Отечественной войны в бывшей усадьбе размещался штаб генерала Белова Павла Алексеевича.
В настоящее время это жилой дом, разделённый на двух владельцев.

## Население
| 1795 | 1816 | 1858 | 1916 | 1979 | 2004 | 2010 |
| ---- | ---- | ---- | ---- | ---- | ---- | ---- |
| 233  | 232  | 281  | 143  | 100  | 69   | 25   |

## Святой источник Двенадцать ключей
Располагается вблизи села Свиридово, в устье речки Сухой Осётрик при её впадении в реку Венёвку.
Впервые об источнике упоминает в 1854 году Гедеонов Даниил Герасимович своей работе «Венёвские древности», где упоминаются народные гулянья. Здесь же находилась часовня с месточтимой иконой Иоана Предтечи. Рядом с источником располагались валы, остатки фортификационных сооружений Засечной черты XVII-XVIII веков. Д. Г. Гедеонов в работе «Венёв монастырь и Княжья ворота» в 1861 году предполагал, что здесь в устье Сухого Осётрика располагались «Княжьи ворота», через которые проходила тульско-рязанская дорога и дорога в верховья Дона.
Имеется три версии происхождения святого источника:
1. Войска князя Дмитрия Ивановича Донского проходили данную местность, когда в 1380 году шли на Куликовскую битву. На горе жил старик Свирид, у которого было 12 сыновей, которые отправились на битву с князем, а через несколько дней из горы, получившей название Свиридовой, начали бить 12 ключей.
2. Повторяет первую, с разницей, что при остановке на отдых необходимо было напоить лошадей и ратников, а воды родника не хватало. Легенда гласила, что если сдвинуть лежавший на горе камень, то забьёт ещё 11 родников. Тогда сам князь Дмитрий Донской сдвинул камень и из под него забили родники.
3. Когда войско Дмитрия Донского возвращалось с Куликовской битвы, то они остановились отдохнуть в данном месте. В это время на них неожиданно напали рязанские дружины. В короткой битве погибли 12 витязей и там где пал каждый из них, забил родник.

В начале XX века у источника собирался весь г. Венёв. Эта традиция сохранилась и в советское время, куда на праздник Троицын день выезжали горожане.
Источник благоустроен, имеется купель с мужским и женским отделениями. Рядом расположена асфальтовая дорога и парковка для автомашин. Обустроено место для отдыха и пикников.
С 2006 года, здесь ежегодно проводится фольклорный фестиваль «Двенадцать ключей».
В 2018 году проходил фестиваль-квест для школьников «Общий сбор».

## Интересные факты
- Крест из белого мрамора на противоположном высоком берегу Сухого Осетрика вырезал камнерез В. Тальков, брат певца И. Талькова. Крест до 2007 года находился рядом с источником, но был заменён на крест из чёрного мрамора.
- В 1991 году, на Свиридовой горе, у подножья которого бьёт родник, при археологических раскопках были обнаружены 14 погребений датированных XII-XIV веками.